# Unione Democratica Nazionale (Grecia)
L'Unione Democratica Nazionale (Εθνική Δημοκρατική Ένωσις, ΕΔΕ) è stato un partito politico greco. Il partito venne fondato nel 1974 da Petros Garoufalias, imprenditore, ex membro dell'Unione di Centro e finanziatore di Georgios Papandreou. Il partito venne creato per rappresentare la causa della restaurazione della monarchia greca al referendum istituzionale previsto per l'8 dicembre 1974 e i sostenitori della giunta militare appena deposta.

## Storia elettorale
Il partito, nazionalista e conservatore, partecipò ad una sola competizione elettorale, quella delle elezioni parlamentari del 17 novembre 1974, le prime dopo dieci anni, in cui fu l'unica formazione a sostenere, più o meno apertamente, la causa monarchica e il ritorno sul trono dell'ex re Costantino II, in esilio a Londra. L'Unione ottenne però solo l'1,07%, cioè 52.768 voti, non riuscendo ad entrare così in Parlamento.
In seguito al deludente risultato, il partito continuò ad esistere formalmente fino al 1977, quando venne sciolto.